# Port lotniczy Norwich
Port lotniczy Norwich (IATA: NWI, ICAO: EGSH) – międzynarodowy port lotniczy położony 5,2 km na północ od centrum Norwich, w hrabstwie Norfolk, w Anglii.

## Linie lotnicze i połączenia
| Linia Lotnicza | Kierunek |
| -------------- | --- |
| Blue Islands   | Sezonowo: 1. / Jersey |
| KLM            | 1. Amsterdam |
| Loganair       | 1. Aberdeen |
| Ryanair        | Sezonowo: 1. Alicante (od 1 kwietnia 2024) 2. Faro (od 1 kwietnia 2024) 3. Malta (od 1 kwietnia 2024)                      |
| TUI Airways    | 1. Teneryfa-Południe Sezonowo: 1. Korfu 2. Dalaman 3. Heraklion 4. Ibiza 5. Menorka 6. Palma de Mallorca 7. Pafos 8. Rodos |